# Trương Thảo My
Trương Thảo My hay Kayleigh Truong (tên đầy đủ: Kayleigh Thao My Truong; sinh ngày 10 tháng 7 năm 2001) là vận động viên bóng rổ thuộc Đội tuyển bóng rổ nữ quốc gia Việt Nam và Đội bóng rổ nữ thuộc Đại học Gonzaga (Spokane, WA). Thi đấu ở vị trí hậu vệ dẫn bóng cho Gonzaga Bulldogs women's basketball (Đội bóng rổ nữ đại học Gonzaga). Có em gái song sinh là Trương Thảo Vy (Kaylynne Truong).
Trong hai mùa giải 2020-21 và 2021-22, cô cùng đội bóng rổ nữ đại học Gonzaga vô địch giải đấu WCC (West Coast Conference).
Tháng 4 năm 2022, Trương Thảo My cùng người em song sinh Trương Thảo Vy tham dự ABL 3x3 International Champions Cup (ABL ICC 2022) trong màu áo đội tuyển Việt Nam mang tên "VN Red&Gold" tại Bali, Indonesia. Đội hình gồm 4 người Huỳnh Ngoan, Trần Thị Anh Đào, Trương Thảo My và Trương Thảo Vy đã xuất sắc giành chức vô địch đầu tiên cho Việt Nam ở giải đấu này.
Ở Đại hội Thể thao Đông Nam Á 2021 được tổ chức vào tháng 5 năm 2022 tại Việt Nam, Trương Thảo My cùng đội tuyển bóng rổ nữ 3x3 đã giành chiếc Huy chương Bạc đầu tiên cho bóng rổ nữ Việt Nam tại một kỳ SEA Games.
Tại Đại hội Thể Thao Đông Nam Á 2023 được tổ chức vào tháng 5 năm 2023 tại Campuchia, Trương Thảo My cùng với đội tuyển bóng rổ nữ 3x3 đã giành Huy chương Vàng đầu tiên cho bóng rổ Việt Nam tại một kỳ SEA Games.

## Tuổi thơ
Trương Thảo My sinh ngày 10 tháng 7 năm 2001, tại Houston, Texas. Có bố là ông Mẫn Trương và mẹ là bà Katherine Nguyễn, cả hai đều là người Việt Nam sinh sống và làm việc tại Mỹ. Thảo My là con cả trong gia đình có ba chị em, cô có một em gái song sinh cùng là cầu thủ thuộc đội tuyển bóng rổ nữ Việt Nam tên Trương Thảo Vy (Kaylynne Truong) và một em trai tên Trương Quốc Lân (Jonathan Truong).
Thảo My cùng với em gái sinh đôi bắt đầu chơi bóng rổ từ khi 5 tuổi dưới sự dìu dắt và hướng dẫn của cha, một người có niềm yêu thích và hiểu biết về môn bóng rổ. Với mong muốn cải thiện sức khỏe, ba mẹ cho cô và em gái mình tham gia một số giải đấu nhỏ. Bắt đầu thi đấu nghiêm túc từ năm lớp 8 khi được biết chơi bóng giỏi sẽ giúp cho Thảo My và em của mình có cơ hội nhận được học bổng vào trường Đại học
"Chúng em thực sự nghiêm túc với lựa chọn này là khi tham gia giải đấu mùa hè và HLV có nói với ba mẹ rằng chúng em có thể có cơ hội nhận được học bổng và được chi trả học phí nhờ bóng rổ. Khi biết được điều đó, chúng em có suy nghĩ mình phải thật chăm chỉ để có thể đỡ đần ba mẹ về việc học Đại học. Em biết chi phí khi học Đại học nhiều như nào, và có được nó như một sự trả ơn của chúng em cho bố mẹ vì những vất vả và thời gian họ bỏ ra cho chúng em để được luyện tập và tham gia các giải đấu" Trương Thảo My chia sẻ trong một bài báo với The Gonzaga Bulletin

## Sự nghiệp

### Trung Học Jersey Village (Houston, Texas):2017 - 2019
Thảo My (Kayleigh Truong) đã dẫn dắt đội Jersey Village Falcons đến chức vô địch District 17-6A, với thành tích 33 chiến thắng - 3 trận thua vào năm 2019. Đạt trung bình 16,5 điểm; 6,1 rebounds; 3,4 kiến tạo và 2,6 lần steals mỗi trận trong mùa giải ở năm cuối cùng. Cô được đề cử tại  McDonald's All-American. Thảo My hai lần được xướng tên vào All-Greater Houston Preseason Team (2017-18; 2018-19). "Most Valuable Player" năm 2017 và 2018.
Tháng 5 năm 2018, Thảo My hay Kayleigh Truong được triệu tập lên tham dự USA Basketball Women's U17 World Cup Team Trials, được ESPN xếp hạng 28 trong số những Point Guard tốt nhất cả nước trong năm 2019, cũng là người ba lần giành được vinh danh tại CFISD First Team Academic All-District. Sau màn trình diễn xuất sắc tại trường cấp 3 Jersey Village, cô đã giành được học bổng thể thao của đại học Gonzaga, Spokane, WA .

### Đại học Gonzaga (Spokane, WA): 2019 - Hiện tại
Tại Đại học Gonzaga, Thảo My (Kayleigh Truong) chơi tại vị trí Point Guard (PG) - Hậu vệ dẫn bóng, được thi đấu ở WCC (West Coast Conference) và NCAA Division I Women's Basketball Tournament (cấp độ cao nhất thuộc quản lý của Hiệp hội thể thao đại học quốc gia Hoa Kỳ).

#### Mùa giải 2019-2020
Thảo My chơi tổng cộng 28/31 trận trong mùa giải 2019-20, xuất phát trong đội hình chính 8 trận . Cô ghi được 18 điểm cao nhất mùa giải trong trận ra mắt đối đầu với CSU Bakersfield, 7 pha kiến tạo cao nhất mùa trước Texas Southern. Trận đối đầu với Loyola Marymount, 31 phút là trận đấu Thảo My có số phút chơi nhiều nhất trong mùa giải 2019-20. Cuối mùa, cô được vinh danh tại WCC All-Freshman Team .

#### Mùa giải 2020-2021
Trong mùa giải năm thứ hai, Thảo My có mặt trong đội hình xuất phát 26/27 trận . Dẫn đầu trong đội hình nữ Gonzaga về số kiến tạo và xếp thứ ba tại West Coast Conference với trung bình 4.1 kiến tạo mỗi trận. Thảo My có 12 trận với ít nhất 5 kiến tạo mỗi trận, trong trận đấu với Saint Mary's, cô có 9 pha kiến tạo. Cô xếp thứ 4 trong đội khi ghi được trung bình 7,8 điểm mỗi trận, tỉ lệ ném đạt 38,9%, đạt 1.9% tỷ lệ kiến tạo từ rebounds, 8 lần được double-figures (đạt được số liệu hai chữ số ở hai trong năm loại thống kê chính trong một trận đấu - ghi điểm, rebounds, kiến tạo, cướp bóng và đánh chặn). Giúp Gonzaga Bulldogs women's basketball vô địch WCC (West Coast Conference). Thảo My cũng được điền tên trong  HONORABLE MENTION ALL-WCC 2021 .

#### Mùa giải 2021-2022
Xuất phát trong đội hình chính 28/31 trận, có 11 pha kiến tạo trong trận đấu của Gonzaga với Pepperdine.Ghi được 20 điểm cao nhất trong mùa giải trước Nebraska ở Vòng 1 NCAA Division I Women's Basketball Tournament. Thi đấu tổng cộng 751 phút, các chỉ số kiến tạo và ghi điểm của Thảo My trung bình mỗi trận đều gia tăng, tỷ lệ ghi bàn và ném phạt cũng có cải thiện. Thảo My đã ghi được tổng cộng 347 điểm trong mùa giải 2021-22, gần bằng với tổng số 380 điểm mà cô ghi được trong hai mùa giải trước. Được vinh danh ở hạng mục All-WCC Women's Basketball First Team 2021-22  . Đội bóng rổ nữ đại học Gonzaga là nhà vô địch của WCC (West Coast Conference)
Mùa giải 2024
Trương Thảo My thi đấu tại châu Âu và khoác áo câu lạc bộ BK Kara Trutnov thuộc giải nhà nghề ZBL, Cộng Hoà Séc. Tại đây, Thảo My mang số áo 15. Ngày 27/09/2024, Thảo My có màn ra mắt khá ấn tượng cho đội bóng với 10 điểm, 2 rebound, 4 kiến tạo và 1 steal đây là một màn thể hiện ghi điểm trong mắt HLV Trưởng đội bóng cũng như người hâm mộ.

### Đội Tuyển Bóng rổ Nữ Việt Nam
Trương Thảo My thi đấu lần đầu tiên cho tuyển bóng rổ nữ Việt Nam dưới cái tên "VN Red and Gold" tại giải bóng rổ 3x3 ABL International Champion Cup 2022 (ABL ICC 2022) diễn ra trong hai ngày 16-17 tháng 4 năm 2022 tại Bali (Indonesia). Cùng với ba người đồng đội là Trương Thảo Vy, Huỳnh Thị Ngoan và Trần Thị Anh Đào, đội tuyển bóng rổ nữ Việt Nam đã giành chức vô địch sau khi đánh bại Louvre Indonesia Angels với tỉ số 14-7 .
Năm 2023, Trương Thảo My cùng với Trương Thảo Vy, Huỳnh Thị Ngoan và Nguyễn Thị Tiểu Duy đã giành ngôi vô địch tại giải đấu ASIA TOUR 3x3  dưới cái tên "VN Red and Gold" sau khi đánh bại đối thủ SNIPER đến từ Thái Lan. Giải đấu diễn ra trong hai ngày 23 - 24 tháng 4 tại thủ đô Manila của Philippines.

#### Đại hội Thể Thao Đông Nam Á 2021 (SEA Games 31)
Trở về Việt Nam tranh tài tại Đại hội Thể thao Đông Nam Á 2021 (SEA Games 31) diễn ra từ 12 tháng 5, 2022 - 23 tháng 5, 2022, ở nội dung bóng rổ nữ thể thức 3x3 và 5x5. Trương Thảo My, Trương Thảo Vy, Trần Thị Anh Đào và Huỳnh Thị Ngoan đã giành được Huy chương Bạc trong trận Chung kết với Thái Lan, Huy chương đầu tiên của bóng rổ Nữ Việt Nam tại một kỳ SEA Games 
Ở nội dung 5x5, do ảnh hưởng của chấn thương nên Thảo My chủ yếu ra sân ở hai trận đối đầu với Malaysia và Thái Lan. Trong đó ở trận Thái Lan, cô thi đấu 36 phút, ghi được 27 điểm, 6 rebounds và 6 kiến tạo . Thảo My cũng lọt top 6 vận động viên được yêu thích nhất tại SEA Games 31.

#### Đại hội Thể Thao Đông Nam Á 2023 (SEA Games 32)
Trong đại hội lần này, Thảo My tiếp tục đồng hành cùng với Trương Thảo Vy, Huỳnh Thị Ngoan và Nguyễn Thị Tiểu Duy trong nội dung 3x3. Vượt qua vòng bảng với vị trí thứ nhất 3 trận toàn thắng. Trong trận chung kết, các cô gái đã giành chiến thắng 21 -16 trước Philippines qua đó giành huy chương Vàng ở nội dung này 

### Đại sứ
Ngân hàng số Timo - Dự án "Thành công vượt thách thức – Nuôi dưỡng niềm đam mê"
Ngày 15 tháng 07 năm 2022, tiếp nối những thành công từ SEA Games 31, ngân hàng số Timo chính thức công bố 2 đại sứ truyền cảm hứng mới, đồng hành cùng thương hiệu: #11 Kayleigh Trương Thảo My và #14 Kaylynne Trương Thảo Vy. Sự xuất hiện của Trương Twins đã bứt ra khỏi khái niệm "Idol", cặp song sinh đã thổi bùng ngọn lửa đam mê với bóng rổ trong giới trẻ Việt Nam, mang đến một tinh thần sống tích cực, nhiệt huyết, khát khao cống hiến và dám nghĩ dám làm.

## Thống kê sự nghiệp
| Năm     | Đội    | GP | GS | MPG  | FG%  | 3P%  | FT%  | RPG | APG | SPG | BPG | PPG  |  |
| ------- | ------ | -- | -- | ---- | ---- | ---- | ---- | --- | --- | --- | --- | ---- |  |
| 2019-20 | GONZ   | 28 | 8  | 21.7 | 36.2 | 37.0 | 77.3 | 2.0 | 2.7 | 1.1 | 0.1 | 6.0  |  |
| 2020-21 | GONZ   | 27 | 26 | 24.7 | 39.2 | 35.2 | 68.2 | 2.2 | 4.1 | 1.1 | 0.0 | 7.9  |  |
| 2021-22 | GONZ   | 31 | 28 | 24.3 | 43.1 | 34.8 | 83   | 2.6 | 3.8 | 1.0 | 0.1 | 11.2 |  |
| Career  | Career | 86 | 62 | 23.6 | 40.1 | 35.5 | 78.2 | 2.3 | 3.5 | 1.1 | 0.0 | 8.5  |  |

Thống kê sự nghiệp taị Gonzaga qua các năm của Trương Thảo My (Kayleigh Truong) 